# Конформаційний ефект
Конформаці́йний ефе́кт (рос. конформационный эффект, англ. conformation effect) — зміщення положення конформаційної рівноваги в сторону певного конформеру.
Так, типовим є більша стабільність:
- анти-конформації, ніж гош-конформації,
- екваторіальної конформації, ніж аксіальної конформації,
- конформації крісла, ніж конформації човника.